# 世界日報 (日本)
世界日報（せかいにっぽう）は 東京都中央区日本橋茅場町に本社を置く世界日報社（日本法人）により発行される総合日刊紙である。1975年 (昭和50年) 1月1日に創刊された。
日刊紙は関東地方の一部及び沖縄県の本島を配布地域としている。
日刊紙の他に1991年 (平成3年) より日本全国向けの週刊紙『Sunday世界日報』を創刊した。その他に月刊紙『ビューポイント』がある。また2000年 (平成12年) に、商用の総合日刊紙としては日本初となる電子新聞サービスを開始した。日刊紙、週刊紙、月刊紙ともに電子版でも配信している。
2023年 (令和5年) 10月1日より日曜日が休刊となり、週6日発行となった。

## 概要
文鮮明の指示により、統一教会と国際勝共連合が出資して、一般紙を目標に1975年（昭和50年）1月1日に創刊された。『聖徒』1974年 (昭和49年) 11月号によると、文鮮明が「思想新聞を日刊化しなければ、日本の復帰計画は果たされない」と発言したことで、日本国内で統一教会による日刊紙の発行が決まった。『世界日報』の名称も、文鮮明が久保木修己国際勝共連合会長にロンドンで下したものである。この当時、勝共連合の機関紙『思想新聞』(1969年創刊の『国際勝共新聞』が前身) は旬刊だったので、それを日刊化しようとしたが、勝共連合の名前をだすと強い拒否反応を引き起こすことが予想されたので、名前を隠して日刊化を目論んだもののようである。創刊した当初、『世界日報』は無料配布されていた新聞だった。
1974年 (昭和49年) 6月に石井光次の名義でワールドビル (東京都渋谷区宇田川町9-12) と契約、同ビルの3階に同社の編集局・資料室・印刷局が入った。1975年(昭和50年)1月1日に創刊され、17日に株式会社世界日報が設立された。石井は株式会社世界日報の代表取締役社長に就任した。また、印刷所を東京都港区海岸に置いた。1978年 (昭和53年) 頃は、30から50名ほどの局員で編集作業をしていたようである。
すでに述べたように、1975年 (昭和50年) 創刊の『世界日報』は、その名前は文鮮明が直接に指定したものである。それ以前に、1946年 (昭和21年) 創刊の『世界日報』(1951年〈昭和26年〉廃刊) という同名の新聞があったが、1975年 
(昭和50年) 創刊の『世界日報』との間に関連性はなく、偶然名前が一致しただけである。
発刊当初は購読部数が伸びたがその後漸減し、1977年 (昭和52年) 秋の数字で公称30万部、実売数10万部だったという。また、実売10万部のうち、多くは原理研究会の学生や統一教会の信者だったようである。結局、当初の目標だった日刊紙となるにはほど遠く統一教会の機関紙以上にはならなかった。
『世界日報』は政治家の名刺広告が多い新聞で、同紙に広告を載せる対価として20万から30万円、場合によっては数百万円を手渡し、政治家を自身の権威付けのために利用していた。1970年代末に『世界日報』や統一教会と関係の深かった議員の1人に石原慎太郎がいる。1975年 (昭和50年) の東京都知事選に石原が出馬した際、勝共連合・統一教会が石原をバックアップしただけでなく、勝共連合から1億5千万くらいの選挙資金が石原に提供されている。
1983年（昭和58年）までは、世界日報の社員は全員が統一教会の会員であり、慢性的赤字体質で、不足分は統一教会が補填していた。また寄稿者は統一教会と関係の深い者で占められていた。1970年代末の論説委員は、阿部正寿 (救国連盟常務理事、元『思想新聞』論説主幹)、野村健二 (統一思想研究所長・元東洋大講師)、松下正寿 (世界平和教授アカデミー会長・元立教大学総長)、漆山成美 (京都産業大学教授)、久保田信之 (学習院教授、『季刊アカデミー』編集委員)、丹波春喜 (筑波大学教授)、入江通雅 (京都産業大学教授・外交評論家)、広田洋二 (外交評論家・元駐米公使)、広津恭輔 (総合研究所研究員・元公安調査庁調査第一部長)、関野英夫 (史料調査会理事・軍事評論家) などが常連だった。その後も、統一教会・勝共連合関係の人間に執筆を依存する傾向は変わらなかった。1983年 (昭和58年) 前後になっても、松下正寿・福田信之・入江通雅、勝共連合顧問の広田洋二・弘津恭輔に寄稿を依存するといった状態が続いていた。
1987年（昭和62年）、港区にあった工場を板橋区舟渡に移転。
1998年（平成10年）には、メールマガジンである「ワールド・ニューズ・メール」のサービスを開始し、翌年の1999年（平成11年）には当時では珍しい電子新聞である「IT e-News」をリリースした。
2006年（平成18年）、本社を渋谷駅近くの渋谷区桜丘町に移転するが、その後自社印刷拠点と統合する形で板橋区に再度移転した。
2017年（平成29年）8月、東京都中央区日本橋茅場町に本社を移転。同時に千葉県市川市高谷に総務、編集局などを置くメディアセンターも構築した。
韓国の全国紙『世界日報（セゲイルボ）』、米国のワシントン・タイムズやネパールのリパブリック・メディアと提携している。（姉妹紙を参照）
世界日報読者向けに1983年（昭和58年）5月18日に設立された世日クラブというものがあり、講演会を行っている。そこでは、保守強硬系を中心とする日本国内の著名な論客や自衛隊の元高級幹部の講演が数多く行われている。また世界日報社が制作するインターネット番組「パトリオットTV」は田村重信がキャスターを務め、多彩なゲストが出演している。

## 沿革
- 1975年 (昭和50年) 1月1日 - 世界基督教統一神霊協会（統一教会）・勝共連合の出資により、東京都渋谷区にて『世界日報』創刊。
- 1977年 (昭和52年) 2月1日 - 東京の竹芝工場にて自社印刷を開始。
- 1982年 (昭和57年) 5月18日 - 世日クラブを発足。
- 1987年 (昭和62年) 12月15日 - 板橋工場を新設。
- 1991年 (平成3年) 11月17日 - 全国版週刊紙「サンデー世界日報」を創刊。
- 2000年 (平成12年) 11月15日 - 電子新聞サービス「IT e-News」を開始。
- 2003年 (平成15年) 2月13日 - 創刊1万号を突破。
- 2006年 (平成18年) 3月14日 - 東京都板橋区に東京本社を設立。
- 2017年 (平成29年) 8月 - 本社を東京都中央区に移転、千葉県市川市にメディアセンターを開設。

## 紙面
会社案内より。
- 総合面＝1面
- 総合面（政治・内政）＝2面、3面
- 国際面＝4面、5面
- 経済関連＝国内経済、海外経済、証券、産業
- オピニオン＝最終面
- 論壇時評、機関紙論評、写真簿
- 沖縄のページ
- 教育、文化面
- スポーツ面、社会面

## 論調
論調の根幹は親米保守・反共主義・強硬路線である。また、明治中期まで全盛だった政論新聞に近い雰囲気がある。世界平和統一家庭連合（旧・統一教会）への批判が強まった2022年（令和4年）夏からは、教団側の主張を伝える言論戦の手段として重用されている。

### 国内
国際性や愛国性などの編集方針を掲げる保守系一般紙だが、同じく保守系メディアとして知られる産経新聞や読売新聞よりも強硬な立場を主張し、極右とみなされることもある他、母体が母体ゆえ必ずしも日本の保守勢力の全てから評価されている訳ではない。それゆえに産経新聞や読売新聞であっても本紙に対し批判的な立場に回ることや、逆に本紙がそれら保守系大手紙の論調にブレがあるなどと批判することもある。

また、共産主義を批判・克服する先導性を掲げ、親米反共の立場をとる。家庭連合の政治組織である国際勝共連合も本紙とは別に『思想新聞』を発行している。

勝共連合が支持する国会議員（勝共推進議員）を与野党問わず支援する。旧統一教会の日本進出に大きな役割を果たした第56・57代内閣総理大臣岸信介の流れを汲む自民党安倍派清和政策研究会とのつながりがとりわけ強いと指摘されているが、勝共推進議員は2022年の時点で自民党以外に立憲民主党、国民民主党、日本維新の会、参政党にもいる。
日本国内では各政党が発行している機関紙に対して独自の見解を述べることもあるが、国内主要政党では自民党と連立を組む公明党およびその支持母体創価学会と立場が異なることに対し、それなりの配慮がなされている。
一般の事件報道には滅法弱く三面記事はほとんど扱われない。自社取材ないし記事作成を除く国内の一般ニュースは、時事通信社から供給を受けている。

### 国際
世界の主要紙の論調などの翻訳記事を、定期的に掲載している。
1983年には旧ソ連の亡命将校であったレフチェンコの証言から日本人エージェント名を報じている。その他に、1967年に日本社会党の幹部がソ連を訪問し、木材貿易で3000万円の経済支援を要請していたと報じている。
2018年6月、シンガポールで行われた米朝首脳会談で、アメリカ合衆国大統領ドナルド・トランプが朝鮮労働党委員長金正恩に対し、北朝鮮の「完全非核化」に対する費用を名目に500億ドル（約5兆5000億円）を拠出させる約束を交わしていたと報じた。
2019年4月、ベトナム・ハノイで行われた2回目の米朝首脳会談の際、トランプが金正恩に対し、米国陣営か中国陣営か、選択を明確にするよう迫っていたことを報じた。これに対し金正恩は即答せず会談は決裂したとしている。

### 教育問題
幼少期からの科学的な見地に基づく性教育について、「性交のすすめ」につながり「快楽の性」や「性の自己決定権」を教え込む過激な性教育だとして反対し、伝統的家庭の価値観を重視し、ジェンダーフリー批判や公立高等学校での一律男女共学化批判（「別学の良さを否定するのはおかしい」）、中高生に対する子宮頸がん予防ワクチン接種推進に反対し性交渉を控えさせる教育を主張するなど、保守的な道徳・倫理観を称揚する紙面作りがなされている。
文部科学省発行の小中学生向け道徳教材「私たちの道徳」が児童・生徒一人一人に配られず、家に持ち帰らせていない学校が多くある問題について、世界日報社が実態を調査し、80.7％の児童・生徒が同教材を持ち帰っていないことや、35.8％の学校で使用されていないことが判明したと報じた一連の報道は、国会質問で取り上げられ、産経新聞も質問内容を報じている。

### 天皇・皇室
皇位継承問題においては、家庭連合系の日本紙世界日報が女子皇族の皇位継承に反対と主張したのに対し、韓国紙世界日報（セゲイルボ）は逆に女性天皇を認めるべきと主張するという、“ねじれ現象”が生じた。
2007年4月頃から昭和天皇の洋服デザイナーを務めた、元三越日本橋本店紳士服チーフデザイナーの奥山孝夫が、昭和天皇の洋服作りとファッションを回想するシリーズ「陛下のお仮縫い」を掲載している。関連する著書に奥山孝夫著・世界日報社刊『陛下のお仮縫い～昭和天皇・洋服デザイナーの回想』がある。
2019年1月には、昭和天皇の直筆御製（和歌）の草稿と直接原稿が発見されたことについて報道した。その際、朝日新聞の同年元日付けの報道は意図的な歪曲であると批判し、保守系から一定の評価を得ている。岸信介の死を悼む3首や伊豆大島で災害救助に当たる人々を詠んだ歌など未発表の御製も含まれている。

### 対米報道
アメリカ合衆国の二大政党のうち、共和党にはほぼ追従と言ってもいいほど強い支持を与える一方、民主党はその存在自体強烈に非難する。またネオコンの立場を代弁する。同じ家庭連合系の米国紙『ワシントン・タイムズ』も保守強硬系言論紙として共和党の政策を一貫して支持してきている(ちなみにロナルド・レーガンがアメリカ合衆国大統領に当選した時に、日本の世界日報は号外を発行し東京で配布した)。

日米関係では、日本に対して対米従属を強く求める論調を出す。

中東情勢報道でも米国擁護、親イスラエル路線を明確にしており、これらと対立するアラブ・イスラーム諸国、またはイスラーム主義には批判的である。例えばパレスチナで、初の普通選挙にてハマースが勝利した際には、“パレスチナ住民の教育水準が低く政治的思考力が欠けているためにテロ組織を第一党に選んでしまった”として、米国・イスラエルの保守派と同じ主張を行った。

2000年代初頭、ジョージ・W・ブッシュ政権が国連での合意を経ずにアフガン侵攻・イラク戦争を始めて対米批判が強かった頃も、一貫して開戦を正当なものと論じてきた。

### 宗教問題
1994年（平成6年）9月25日と10月30日付の二回、「文春『オウム真理教攻撃』のウソ」と題して、資産家拉致・監禁事件にオウム真理教信者が関わったとする『週刊文春』の報道を批判し、実際は被害者であった長女夫妻や四女らによる資産目当ての犯行と論じ、オウム真理教を擁護した。
1996年（平成8年）、地下鉄サリン事件を機に自民党が提案した「宗教基本法案」を取り上げ、同法案に対する反対キャンペーンを展開した。同法案は当時自民党所属の衆議院議員だった与謝野馨が座長を務めた「宗教問題ワーキンググループ」において発案されたものだが、政治が過度に宗教を規制するものだとして批判を浴び、最終的に廃案となった。

近年においては、キリスト教根本主義・宗教右派勢力から支持されていると言われる「インテリジェント・デザイン」（ID）理論に肯定的な記事もしばしば載せている。

### 左派批判
親米反共の立場から、容共思想ないしは新左翼勢力、さらには左派系論客に対しても厳しい監視の目を光らせるという立場で一貫している。中でも日本共産党に対しては「共産党ウォッチ」という連載が続けられており、元党員の岩田英一や筆坂秀世らが寄稿している。

### 対朝鮮半島報道
以前は韓国の報道機関が使っている自称「韓半島」を日本紙世界日報でも使うことがあったが、現在は基本的に「韓国」と表現されることが多い。また、社説などにおいて韓国政府の対応を批判する論調も見られる。
なお、韓国紙世界日報（セゲイルボ）の記事が掲載される場合はこの限りではなく、記事の末尾には「※記事は本紙の編集方針とは別であり、韓国の論調として紹介するものです」と記載される。

## 主なスクープ

### 教科書検定誤報問題
- 「華北に侵略」を「華北に進出」と教科用図書検定で書き変えさせたというマスコミの報道が誤りであることを報道。これを受けて産経新聞が訂正記事を載せ謝罪し、朝日新聞も謝罪した。[31]

### 国内KGBエージェント報道
- 1983年（昭和58年）4月16日、元KGB少佐スタニスラフ・レフチェンコの証言から、日本人エージェントとして社会党の上田卓三衆院議員の実名を明らかにした[11][32]。

### 東芝機械ココム違反問題
- 1987年（昭和62年）3月21日、ソ連の潜水艦の消音能力を高めた東芝機械（工作機械メーカー大手）の技術輸出がココム違反だったと糾弾した。姉妹紙のワシントン・タイムズのスクープ。ココムとは対共産圏輸出統制委員会のことで、その協定に違反した事件。消音能力の向上によって米軍の脅威が増したため、米政府が問題視した[33]。

### ソ連から日本社会党への資金援助問題
- 1992年（平成4年）11月22日、日本社会党は1967年、党の財政がひっ迫したため、同党幹部がソ連を訪問して、木材貿易で3000万円の経済支援を要請していた。これはロシア政府公文書委員会から、世界日報が入手した公文書によって明らかになった[34]。

### 沖縄基地反対闘争の一坪地主名簿を暴露
- 1996年（平成8年）9月1日、世界日報が入手した沖縄米軍基地における約3000人の一坪地主名簿によれば、先祖から純粋に土地を受け継いだ地主はわずか117人しかおらず、沖縄県外の人物が約半数もいた。また、反米・反基地・反安保のイデオロギーを持つ活動家（日本共産党、社民党、沖縄社会大衆党、中核派、革マル派、革労協など）がズラリと名を連ねていた[35]。

### 朝日新聞未公表文書問題
- 2014年（平成26年）8月5日、朝日新聞は韓国・済州島で慰安婦を強制連行したとする吉田清治（当時既に故人）の証言を虚偽として、証言に依拠した関連記事16本を取り消した。うち12本について10月9日に掲載日などを明らかにしたが、世界日報は17日までに、残る未公表4本の記事のうち3本を特定した。3本は寄稿を含み吉田証言の反応やその引用を織り込んだ記事だった。[19]

### 「悪魔の飽食」偽写真問題
- 作家・森村誠一と日本共産党中央機関紙『赤旗』（現・しんぶん赤旗）で特報部長を務めた下里正樹の共著書『悪魔の飽食』の「細菌戦研究のための生体解剖写真」に無関係の写真があることを報道[11]。森村はこのことで右翼過激派の攻撃を受ける。悪魔の飽食シリーズも、最初の版元の光文社が回収絶版とし、問題の写真を削除した上で角川書店（現・KADOKAWA）から再刊されるという事態に至った。

### 朝日「南京大虐殺」捏造問題
- 1984年（昭和59年）8月4日、朝日新聞は「日記と写真もあった南京大虐殺、悲惨さ写した3枚」と題した記事を掲載。生首が転がる写真を添え、「動かぬ事実を物語る歴史的資料になる」とした。加害者とされた帝國陸軍歩兵第23連隊（通称「都城連隊」。現・陸上自衛隊第43普通科連隊）OBによる抗議と検証の最中、1985年（昭和60年）12月28日付本紙は「朝日、こんどは写真悪用　南京大虐殺をねつ造」と題し、「写真は昭和6年（1931年）、当時の朝鮮で市販されていたもので、満洲帝国発足直前の中華民国遼寧省凌源市で中国軍が馬賊を捕らえて処刑したもの」と暴露した。日記の方は、筆跡鑑定等の検証を朝日新聞は拒み続けている[36]。

### 「週刊金曜日」無断転載問題
- 週刊金曜日2005年9月16日号が、衆議院議員総選挙に関して、共同通信社や時事通信社配信の記事を無断転載し、自社独自取材の総括記事として掲載していた問題を報道。版元の金曜日社はこの事実を認め、問題の記事を執筆していたライターとの契約打切りと、社長の引責辞任を発表した。

### 文科省、裁判資料に虚偽記載発覚
- 2025年（令和7年）1月21日、旧統一教会への解散命令請求に際し、文部科学省が東京地方裁判所に提出した複数の陳述書に、虚偽の内容が含まれていたことが明らかになった。被害者とされた人物が「事実と異なる」と証言しており、本人の意思を確認せずに作成された可能性が高い[37]。

## 世界日報事件
1982年（昭和57年）10月、経営立て直しのために統一教会会員だった副島嘉和と井上博明が世界日報社に送り込まれる。彼らは、設立時本来の目的だった一般の日刊紙を目指して、紙面作りの刷新・販売店の拡充・200人余りの人員整理・売掛金の回収・経営の合理化・社員の非宗教化を行ったが、それが統一教会と勝共連合の強い反発を買った。その結果、副島と井上を世界日報社から追放するために、1983年（昭和58年）10月1日、勝共連合の者約100人が世界日報本社を占拠すると言う暴力事件にまで発展した。この事件は文の指示によるもので、それに忠実に従い暴力事件を率いたのが当時の勝共連合理事長梶栗玄太郎である。副島・井上両名が世界日報社から追放された後、世界日報社の役員は統一教会と勝共連合の役員が独占、社長には暴力事件の実行者だった梶栗が就任し、結局元の統一教会の機関紙及び勝共連合の宣伝紙に戻った。
統一教会幹部であり世界日報編集長であった副島嘉和が統一教会を裏切ったとみなされ襲撃された後、より統一教会色が強い新聞となった。1983年（昭和58年）10月1日、当時の編集局長ら（副島嘉和と営業局長の井上博明）による、統一教会色を薄め一般紙を志向する路線を会社の乗っ取りであると反発した国際勝共連合理事長梶栗玄太郎ら約百人が、東京都渋谷区宇田川町の統一教会本部が入居していた『ワールドビル』内にあった世界日報社事務所に押しかけて社内を占拠し、社員を監禁・暴行した。
この事件で追放された副島と井上は連名で『文藝春秋』 1984年7月号に「これが『統一教会』の秘部だ　―世界日報事件で『追放』された側の告発―」という手記を発表。統一教会の思想が“いずれ世界は統一教会により統一される、そしてその中心は世界の王たる文鮮明師である”とする韓国中心主義である事、霊感商法のマニュアルや資金の流れなどを暴露した。中でも、世界各国の、やはり統一教会の幹部たちが演じる元首“代理”と共に、統一教会会長久保木修己が“天皇の代理”として文鮮明に拝礼する秘密儀式があるという内容に、勝共連合を反共の同志と考えていた民族派や右翼が激怒し反発した。

同誌発売直前の1984年（昭和59年）6月2日、副島は、帰宅途中の路上で暴漢に「韓国の空手を使ったような」（副島本人による証言）技で全身をメッタ刺しにされ、危うく命を落としかけるほどの重傷を負った（「副島襲撃事件」）。

## 主な海外支局
- 北米：ワシントン
- 南米：サンパウロ
- 中東：エルサレム
- 欧州：パリ、ウィーン
- アジア：ソウル、台北、マニラ[40]

### 過去にあった拠点
- 北米：ニューヨーク、ロサンゼルス
- 中東：カイロ
- 欧州：ロンドン、ベルリン
- アジア：香港、バンコク
- ロシア：モスクワ
- アフリカ：ヨハネスブルグ[41]

## 世界日報社が発行するその他の主な媒体
- 週刊新聞『Sunday世界日報』

1991年（平成3年）11月に創刊された毎週日曜日発行の週刊新聞（日曜版）。カラー版20ページのタブロイド版となっている。日刊紙とは異なり、教育・文化・生活・娯楽などを中心とし日本共産党の『しんぶん赤旗日曜版』に近い紙面構成となっている。
- 月刊誌『ビューポイント』

日刊紙世界日報に掲載された特集、連載、社説、オピニオン、コラム等を収録する月刊誌。WEB版も存在する。
- 『ワールド・ニューズ・メール（World News Mail）』

主に国際的なニュースを配信するメールマガジン。世界各地の事件、出来事の分析などを配信している。週1回発行。
- 『本土に伝わらない沖縄の真実』

沖縄の県政、米軍基地、安保問題などの話題や情報を配信するメールマガジン。週1回発行。
- e-NEWSヘッドライン ～はーい！朝刊です～

世界日報朝刊の主な見出しをまとめた情報を配信するメールマガジン。毎日発行。

## 親紙
- 世界日報（大韓民国）
読みは「セゲイルボ」。

### 姉妹紙
- ワシントン・タイムズ（アメリカ合衆国）
- ネパール・リパブリック・メディア（ネパール）[45]

## 契約通信社
- 時事通信社[46]
- UPI[46]

過去の契約通信社
- ロイター[47]

## 主な寄稿者
- 浅野和生 - 平成国際大学教授
- 乾一宇 - 陸上自衛隊OB（元ルーマニア防衛駐在官・座間分屯地司令）→日本大学大学院教授→同講師
- 遠藤哲也（日本国際問題研究所特別研究員）
- 大蔵雄之助（ジャーナリスト）
- 加瀬みき（岡崎研究所客員研究員）
- 加藤栄一 - 自治官僚→東京大学講師→東京工業大学講師→筑波大学教授→常磐大学教授
- 茅原郁生 - 陸上自衛隊OB→拓殖大学教授→名誉教授
- 木村治美（共立女子大学名誉教授）
- 久保田信之 - 学習院女子大学教授→名誉教授
- 小林宏晨（日本大学名誉教授）
- 小松正之（東京財団政策研究所上席研究員）
- 櫻田淳（東洋学園大学教授）
- 杉原誠四郎 - 城西大学→武蔵野女子大学→武蔵野大学→帝京平成大学教授。元新しい歴史教科書をつくる会会長
- 杉山蕃 - 航空自衛隊OB、第22代航空幕僚長→第21代統合幕僚会議議長→防衛省・三菱重工業・日本航空顧問
- 鈴木淑夫 - 元日本銀行理事→野村総合研究所理事長→衆議院議員
- 高橋史朗 - 麗澤大学大学院特任教授
- 高橋利行 - 読売新聞社OB（元論説委員・編集局次長）→政治評論家
- 竹田五郎 - 航空自衛隊OB、第14代航空幕僚長→第12代統合幕僚会議議長→軍事評論家。2020年死去。
- 田村重信 - 自民党本部専従職員（元政務調査会調査役）→政治評論家。拓殖大学桂太郎塾名誉フェロー
- チャールズ・クラウトハマー（米コラムニスト）
- 中澤孝之（日本対外文化協会理事）
- 中曽根康弘 - 第71-73代内閣総理大臣。2019年死去
- 那須聖 - 毎日新聞社OB（元ニューヨーク支局長・論説委員）→外交評論家
- 西川佳秀（東洋大学名誉教授）
- 新田容子（日本安全保障・危機管理学会上席フェロー）
- 丹羽文生（拓殖大学政経学部教授）
- 濱口和久（拓殖大学大学院特任教授）
- 筆坂秀世 - 元参議院議員（日本共産党所属）→政治評論家。
- ペマ・ギャルポ（政治学者、チベット独立活動家、拓殖大学国際日本文化研究所教授）
- 日野智貴 - 自称・南天竺一乗宗（インド仏教）僧侶、いのちを守る親の会のPR委員、日本国民党党友、生長の家の信者、日本SRGM連盟代表、女性スペースを守る会賛同者[48][49][50]
- 細川珠生（政治評論家・公益財団法人国家基本問題研究所理事）
- 細川隆一郎 - 東京日日新聞→毎日新聞→政治評論家。2009年死去
- 松本健一 - 麗澤大学教授
- 宮城能彦 - 沖縄大学教授
- 宮塚利雄 - 山梨学院大学教授→宮塚コリア研究所代表
- 八木秀次（麗澤大学教授）
- 山田寛 - 読売新聞社OB（元アメリカ総局長・調査研究本部主任研究員）→嘉悦大学教授
- ロバート・D・エルドリッヂ（エルドリッヂ研究所代表・政治学博士）
- 渡部昇一 - 上智大学教授→名誉教授。2017年死去

## 番組表
テレビ
- フルサイズ
  - NHK総合、NHK Eテレ、日本テレビ、テレビ朝日、TBSテレビ、テレビ東京、フジテレビ、沖縄テレビ、琉球放送

沖縄テレビと琉球放送は東京からの空輸便での配達のため、配達時間に配慮して昼12時の番組から翌日12時までの番組を掲載。沖縄県最後発の琉球朝日放送は収録されていない。
- ハーフサイズ
  - tvk、チバテレ、テレ玉（TOKYO MXは収録されていない）

ラジオ
- NHK第1、NHK第2、TBSラジオ、文化放送、ニッポン放送、ラジオ日本、NHK-FM、TOKYO FM、J-WAVE（テレビ面とは違い、ラジオ面に沖縄局の番組表の掲載はない）

特記事項
- 電子版はラテ面と広告は削除されている。

## 他の宗教新聞との関係
民族派の葦津珍彦による著書『明治憲法の制定史話』（神社新報社、2018年）は、世界日報で1986年に連載したものを発行したものとされており、その「はしがき」で社長の高山享は、「格別の御理解と御協力を賜った世界日報社に対し、深甚なる謝意」を表すとしている。

## その他
- 2000年頃まで、長年渋谷駅ハチ公口広場に面したビルの屋上に巨大な広告看板があった（会社概要のページに当時の写真がある[52]）。また明治神宮野球場のフェンスにも1970年代から1980年代前半にかけて広告看板を掲示していた時期もあった。
- 一時期、駅前やバス停付近のガードレール等に新聞スタンドを固定して無人販売していた。
- 他の一般紙と異なり図書館で閲覧できることはほとんどない（ただし沖縄県立図書館には設置されている。また寄贈紙が置かれている場合がある）。

### 注
1. ↑  沖縄本島では現地印刷している一部新聞を除き、当新聞を含む東京本社版の日刊紙は空輸し、当日午後以降に販売・配達している。
2. ↑  統一教会の当時の機関紙。のち『ファミリー』と改称した。本部と地区委員にのみ配布された[3]。
3. ↑  1946年 (昭和21年) 創刊の方の『世界日報』は、同年8月に、世界経済新聞社が『世界日報』の発刊を開始した。世界日報は旧同盟通信社の記者たちによる日刊紙だった[7]。1948年 (昭和23年) 10月、同社は産業経済新聞に吸収合併され、題号を「世界経済新聞」（1948年〈昭和23年〉10月1日 - 1950年〈昭和25年〉2月28日）、「夕刊世界経済新聞」（1950年〈昭和25年〉3月1日 - 12月31日）と改めた後、1951年 (昭和26年) 1月に産業経済新聞東京本社版（現・産経新聞）に紙面統合されて廃刊した。
4. ↑  過去に世日クラブで講演した論客には、小室直樹や松原正、木村治美、清水馨八郎、渥美堅持、井尻千男、三根生久大、入江通雅、大原康男、細川珠生、冨士信夫、吉原恒雄、、渡部昇一、長野拓也、中條高徳、藤井裕久、石平、竹田恒泰、石井昌浩、呉善花、コシノジュンコ、高田純、上甲晃、田村重信、八木秀次、高橋史朗、小林正、中西輝政、櫻井よしこ、渡辺利夫、川上高司、遠藤誉、小川和久、濱口和久、仲村覚、小川榮太郎、渡部恒雄、安積明子、浅野和生、坂東忠信、楊海英、新田均、河添恵子、江口克彦、西岡力、島田洋一、高橋利行、荒木和博、森昭雄などがいる。
5. ↑  第5代統合幕僚長・第31代海上幕僚長河野克俊の他、元護衛艦隊司令官金田秀昭、元統合幕僚学校副校長川村純彦、元自衛艦隊司令官香田洋二、元小平学校副校長矢野義昭などがいる。
6. ↑  パトリオットTVに出演した論客には、伊藤俊幸、香田洋二、山口昇、岩田温、八幡和郎、阿比留瑠比、江崎道朗、小川和久、古川勝久、松田学、渡瀬裕哉、小川榮太郎、西岡力、遠藤誉、平井宏治、安積明子、渡邉恒雄、永岩俊道、鷲尾英一郎、神津健一、ロバート・D・エルドリッヂ、デービッド・アトキンソン、行徳哲男、中根滋、孫向文などがいる。
7. ↑  現・宮坂ビル。2022年現在も家庭連合の渋谷家庭教会として使われている。